# Kumiko Okae
Pour les articles homonymes, voir Okae et Owada.
Kumiko Ōwada (大和田 久美子, Ōwada Kumiko), née Kumiko Okae (岡江 久美子, Okae Kumiko) le 23 août 1956 dans le quartier de Setagaya à Tokyo et morte à Tokyo le 23 avril 2020 de la maladie à coronavirus 2019, est une actrice, seiyū, tarento et présentatrice japonaise affiliée à Staff-up (ja).

## Biographie

### Vie privée
Née en 1956, Kumiko Okae est diplômée du Lycée de Setagaya de l'Université Tokyo Gakugei (ja) et du Lycée pour filles Ouyu Gakuen (ja). Elle est mariée au seiyū Baku Ōwada (ja) et sa fille est la tarento Miho Ōwada (en). Son beau-frère est l'acteur Shin'ya Ōwada (en).

### Carrière
Elle fait ses débuts dans le monde du divertissement en 1975, en apparaissant dans le drama O-Mitsu (お美津) de TBS,. Hiroko Miki (ja), avec qui elle partgeait la vedette, a dû la guider dans son rôle puisqu'elle n'en était qu'à ses débuts. En date de 1978, elle était devenue une participante régulière de la série Rensō Gēmu (連想ゲーム), ayant apparu cinq fois comme personnalité récurrente de l'équipe rouge (aka-gumi 紅組) de la série. Elle marie en 1983 Baku Owada, qui était alors un membre de l'équipe blanche de la série (shiro-gumi 白組). À cette même période, elle commence à chanter du jazz sous la tutelle de Yasuko Agawa (de) dans l'espoir de devenir une chanteuse jazz populaire. Elle chante même plusieurs sur la télévision du jazz. De 1991 à 1999, elle joue le rôle de Sadako (定子), une mère d'une famille nombreuse, dans la série Ten Made Todoke (天までとどけ). De 1996 à 2014, elle devient une personnalité régulière des télévisions du quartier, puisqu'elle est présentatrice principale du programme télévisé Hanamaru Market (ja) avec Hirohide Yakumaru (ja), même si le programme était censé durer seulement quelques mois. Ses échanges avec Yakumaru sont bien reçus par le public et le programme dure donc pendant plusieurs années. Sa participation dans Hanamaru Market lui a notamment valu le prix Broadcast Woman (放送ウーマン賞) de 2006.

### Décès
À la fin de décembre 2019, Kumiko Okae reçoit un diagnostic de cancer du sein précoce et est donc opérée. De fin janvier 2020 à la mi-février de la même année, elle reçoit plusieurs traitements de radiothérapie en lien avec son cancer. Le 3 avril, elle visite une clinique proche de chez-elle pour se faire examiner, mais un examen tomodensitométrique détecte un semblant de présence de la maladie à coronavirus 2019. Cependant, elle ne faisait pas encore de fièvre et le médecin lui a donc conseiller de retourner chez elle et de surveiller sa situation pendant quatre à cinq jours. Lorsqu'elle retourne chez elle, elle commence à ressentir une légère fièvre. Son mari était alors à Nara, pour une représentation. Owada retourne le 5 février et commence lui aussi à ressentir des symptômes, et des mesures sont prises pour éloigner les deux membres du couple.
Le 6 février, la condition d'Okae change et elle est rapidement admise à l'hôpital à l'unité de soins intensifs. À l'hôpital, son mari et elle ont une conversation téléphonique. C'est la dernière fois qu'ils se parleront. La journée suivante, elle reçoit un test, qui ne détecte aucune anomalie. Cependant, le 8 février, son test s'avère positif. Le médecin révèle à son mari qu'elle pourrait mourir à n'importe quel moment. Le 23 avril, Kumiko Okae meurt d'une pneumonie. À sa mort, seul son mari a pu voir son corps par crainte de contagion.

### Famille
Son père venait des îles Amami dans la préfecture de Kagoshima et sa mère venait de la préfecture de Miyazaki. Outre son mari, sa fille et son beau-frère, trois autres membres de sa famille sont acteurs : sa belle sœur Michiko Godai (en) et ses neveux Yuta (ja) et Kensuke (ja).

## Filmographie sélective

### Séries télévisées

#### NHK General
- 1977 : Kashin (花神?) : Miyabi
- 1977 : Ginga terebi shōsetsu (銀河テレビ小説?) : Sugiko
- 1983 : Mibu nokoiuta (壬生の恋歌?) : Ikumatsu
- 2004 : Tsuma no sotsugyōshiki (妻の卒業式?) : Kyoko Kanzaki

#### Nippon TV
- 1976 : Denshichi torimonochō (伝七捕物帳?) : Osaya
- 1984-1985 : Kibunhamei tantei (気分は名探偵?) : Midori Kusama
- 1986 : Mokuyō gōruden dorama (木曜ゴールデンドラマ?)
- 2003-2005 : Kinkyū kyūmei byōin (緊急救命病院?) : Kayoko Fukami
- 2017 : Aishite tatte, himitsu wa aru. (愛してたって、秘密はある。?) : Akane Tachibana
- 2019 : Ie uru on'na no gyakushū (家売るオンナの逆襲?) : Eriko Hanada

## Publications
- (ja) Kumiko Okae, 華やかな自転, vol. 2, Kodansha,‎ 1982 ;
- (ja) Kumiko Okae, 岡江久美子のチャチャッとレシピ, vol. 2, Wani Books,‎ 2003 (ISBN 978-4847015083) ;
- (ja) Kumiko Okae, 岡江久美子の楽食レシピ, vol. 2, Poplar Publishing (ja),‎ 2012 (ISBN 978-4591131800).